# Пенстемон скученный
Пенстемон скученный (лат. Penstemon confertus) — многолетнее растение, вид семейства подорожниковые (Plantaginaceae). Аборигенный вид американских штатов Вашингтон, Айдахо и Монтана, а также в канадских провинциях Британская Колумбия и Альберта. Выращивается как декоративное садовое растение.

## Этимология
Видовой эпитет Confertus означает «густой» или «переполненный», имея в виду мутовки цветов.

## Описание

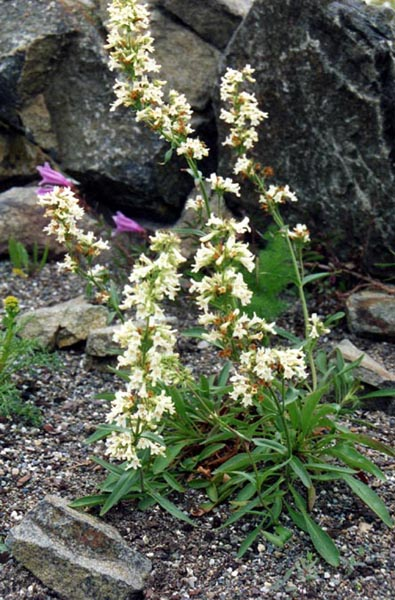
Общий вид цветущих растений

Многолетнее травянистое растение высотой 20–50 см с деревянистым основанием стеблей, растущих из деревянистого корневища. Растение голое по всей поверхности, за исключением цветков, или слегка опушённое на стеблях, особенно вверху. Стебли облиственные, образующие коврик у основания; цветоносных стеблей обычно несколько, они собраны в пучок, восходящие или прямостоячие, но часто стелющиеся, 10–50 см высотой, тонкие. 
Листья гетерофилльные. Базальные листья цельные, голые, блестящие, цельнокрайние, ланцетные или продолговато-ланцетные, длиной до 15 см и шириной 2,5 см, с черешком, составляющим примерно треть или половину длины листа. Цветонос имеет парные стеблевые листья, которые похожи на базальные, но меньше и сидячие (без черешка). 
Цветки бледно-жёлтого или кремового цвета, расположены в 2–10 компактных ярусах (вертициллястерах), каждый со множеством цветков. Самый нижний ярус цветков часто находится значительно ниже более густой группы верхних ярусов. Каждый цветок длиной до 12 мм имеет узкую трубку, которая расширяется на конце, с 3 нижними лопастями и 2 верхними лопастями. Нижний лепесток бородатый с короткими белыми или коричневыми волосками. Пыльники фиолетовые. 
Плоды — коробочки длиной 4–5 мм; семена многочисленные, длиной 0,5–1 мм. 
Цветет в конце весны и летом. 

## Ареал и среда обитания
Растет в основном к востоку от водораздела Каскадных гор в Вашингтоне, северном Орегоне и южной Британской Колумбии, простираясь на восток до Айдахо и западной Монтаны и западной Альберты.
Растёт на лесных опушках и открытых склонах, на влажных лугах, лесных полянах, в основном на высоте от 300 до 2400 м.